# Костёр (фильм, 2004)
«Костер» (ивр. מדורת השבט‎ — «Племенной костёр») — израильский фильм 2004 года, сценарий и режиссёр Йосеф Сидар.
Фильм сосредоточен на жизни общины религиозных сионистов и разбирает вопросы идеологии и личного удобства в поселенческом движении. Фильм получил пять премий «Офир», из них две — за сценарий и режиссуру — достались Сидару. Фильм был также удостоен премии на Чикагском кинофестивале.
В феврале 2004 года состоялась премьера фильма на 54-м Берлинском международном кинофестивале. Фильм получил пять премий Израильской академии Офир и был официально заявлен Израилем на 77-ю премию Оскар в категории «Лучший фильм на иностранном языке», но не был номинирован. Фильм был хорошо принят в Израиле, США и на международных кинофестивалях.

## Сюжет
Действие фильма происходит в начале 1980-х . В центре внимания фильма — Рахель (Михаэла Эшет), женщина, стремящаяся поселиться в израильском поселении на Западном берегу, несмотря на протесты её дочерей-подростков Эсти (Майя Марон) и Тами (Хани Фюрстенберг). Рахель, молодая вдова, живущая в Иерусалиме, должна убедить приемную комиссию в том, что она достойна быть среди поселенцев. Рахель, Эсти и Тами в семье сами по себе. Всё усложняется, когда младшая дочь Тами подвергается сексуальному насилию со стороны мальчиков из её молодёжного движения. Прощальный костер в молодёжном движении «Бней Акива» заканчивается попыткой изнасилования и испорченной репутацией.

## В ролях
- Михаэла Эшет в роли Рахель Герлик
- Хани Фюрстенберг в роли Тами Герлик
- Майя Марон в роли Эсти Герлик
- Моше Ивги в роли Йоси
- Аси Даян в роли Мотке
- Ошри Коэн в роли Рафи
- Йорам Гаон в роли Моше Уенстока
- Йехуда Леви в роли Йоэля
- Эви Грайник в роли Одеда
- Идит Теперсон в роли Шулы
- Итай Тургеман в роли Гозлана
- Барак Лицорк в роли Янива
- Дани Захави в роли Илана
- Дина Сендерсон в роли Инбаль
- Офер Секер в роли Яира

## Восприятие
«очень осторожный фильм, даже когда он говорит резкие вещи об обществе, он делает это сдержанно, и в этом контексте он терпит неудачу»
Ури Кляйн отметил осторожность режиссёра в изображении пороков религиозного израильского общества: «Даже когда Сидар резко отзывается о религиозно-националистическом обществе, которое он описывает, его сдержанность находится в его руках». При этом в национально-религиозном секторе израильской публики фильм был встречен резкой критикой, как окарикатуривающий образы её представителей и поселенческого движения, представляя поселенцев меркантильными, мелочными и нетерпимыми к «чужим».